# Paul Manson
Paul Henri Manson né au Havre le 19 mars 1873, et mort au Havre le 29 janvier 1920,, est un artiste lyrique et un acteur français.

## Biographie
Fils d'un vérificateur des Douanes du port du Havre, Paul Manson prend des cours de chant et de musique au Conservatoire de la ville avant de devenir chanteur baryton. Après de nombreuses tournées qui le mèneront à travers la France et à l'étranger, il abandonne progressivement les scènes lyriques à partir de 1910 pour se consacrer au cinéma alors en pleine expansion.
Acteur attitré de Louis Feuillade qui le fera notamment tourner dans la série Bébé, Paul Manson jouera pendant la guerre de 1914-1918 dans des films patriotiques, essentiellement avec le réalisateur Léonce Perret.
Atteint d'une cirrhose hypertrophique alors qu'il était mobilisé dans un régiment territorial d'infanterie, il est retiré du service actif en janvier 1917 avant d'être réformé définitivement en mars 1918. Contraint de cesser toute activité, Paul Manson se retire dans sa ville natale et vit dès lors d'une pension d'invalide versée par le ministère de la Guerre. Il meurt deux ans plus tard des suites de sa maladie à l'âge de 46 ans.

## Filmographie
- 1909 : 
  - La Fille du passeur, de Louis Feuillade
- 1910 : 
  - Bébé fume, de Louis Feuillade : le père de Bébé
  - Bébé pêcheur, de Louis Feuillade : le père de Bébé
  - La Trouvaille de Bébé, de Louis Feuillade : le père de Bébé
  - Bébé apache, de Louis Feuillade : le père de Bébé
  - Le cœur n'a pas d'âge  de Léonce Perret : l'oncle Teddy
  - Le Lieu du crime, d'Étienne Arnaud
- 1911 :
  - Bébé pratique le jiu-jitsu, de Louis Feuillade : le père de Bébé
  - Bébé roi, de Louis Feuillade : le père de Bébé
  - Bébé corrige son père, de Louis Feuillade : le père de Bébé
  - Le Suicide de Bébé de Louis Feuillade : le père de Bébé
  - Le Noël de Bébé, de Louis Feuillade : le père de Bébé
  - Le Problème de Bébé, de Louis Feuillade : le père de Bébé
  - Le Trust / Les Batailles de l'argent, de Louis Feuillade : Emile Darbois
  - L'Aventurière, dame de compagnie, de Louis Feuillade
  - Le Trafiquant, de Louis Feuillade
  - Les Doigts qui voient, de Louis Feuillade et Georges-André Lacroix
  - La Lettre égarée, de Louis Feuillade
  - Le Mariage de l'aînée / Un mariage bourgeois, de Louis Feuillade
  - Les Menottes, de Louis Feuillade
  - Tant que vous serez heureux, de Louis Feuillade : Monsieur Leroy
  - Les Yeux clos, de Louis Feuillade
  - Le Médecin du bagne, de Georges-André Lacroix
  - Le Chef-lieu de canton, de Louis Feuillade : le maire
  - Le Bas de laine / Le Trésor, de Louis Feuillade
- 1912 :
  - Le Maléfice, de Louis Feuillade
  - Le Noël de Francesca, de Louis Feuillade : le père de Francesca, un luthier de Florence
  - L'Homme de proie, de Louis Feuillade : Monsieur Kepfer
  - La Vertu de Lucette, de Louis Feuillade : Monsieur Simard
  - Le Pont sur l'abîme, de Louis Feuillade
  - La Vie ou la Mort / La Mort ou la vie, de Louis Feuillade
  - Le Petit Poucet, de Louis Feuillade : le père du petit Poucet
  - La Hantise, de Louis Feuillade
  - Le Cœur et l'argent, de Louis Feuillade et Léonce Perret : Monsieur Vernier, le châtelain
  - Préméditation, de Louis Feuillade : Henri Darthiès
  - Bébé fait du spiritisme, de Louis Feuillade : le père de Bébé
  - Bébé se noie, de Louis Feuillade : le père de Bébé
  - Bébé adopte un petit frère, de Louis Feuillade : le père de Bébé
  - Bébé, Bout de Zan et le Voleur, de Louis Feuillade : le père de Bébé
  - Bébé jardinier, de Louis Feuillade : le père de Bébé
  - Bébé marie sa bonne, de Louis Feuillade : le père de Bébé
  - Bébé tire à la cible, de Louis Feuillade : le père de Bébé
  - Bébé colle les timbres, de Louis Feuillade : le père de Bébé
  - Bébé veut payer ses dettes, de Louis Feuillade : le père de Bébé
  - Bébé s'habille tout seul, de Louis Feuillade : le père de Bébé
  - Bébé n'aime pas sa concierge, de Louis Feuillade : le père de Bébé
  - Bébé est au silence, de Louis Feuillade : le père de Bébé
  - Napoléon, Bébé et les Cosaques, de Louis Feuillade : le père de Bébé
  - Le Proscrit, de Louis Feuillade : le général Dimitriki
  - L'Accident, de Louis Feuillade : le valet de chambre
  - La Maison des lions, de Louis Feuillade
  - Chauffeur par amour, de Louis Feuillade
  - Les Cloches de Pâques, de Louis Feuillade : Cosimo Rosselli
  - La Prison sur le gouffre, de Louis Feuillade : Monsieur Bertin
  - Le Mort vivant, de Louis Feuillade : le cantinier Barsac
  - L'Homme et l'ourse, de Jean Durand : Mohawk
  - Onésime a un duel à l'américaine, de Jean Durand : Sam Haller
  - Zigoto gardien de grand magasin, de Jean Durand
  - Le Témoin, de Louis Feuillade
  - La Cassette de l'émigrée / Le Trésor de l'émigrée, de Louis Feuillade
  - Bout de Zan revient du cirque, de Louis Feuillade
  - Chauffeur par amour, de Louis Feuillade
  - Le Château de la peur, de Louis Feuillade
  - Erreur tragique, de Louis Feuillade
  - Le Petit restaurant de l'impasse Canin, d'Henri Fescourt
  - La Peur des bandits, d'Henri Fescourt : Lefêtu
  - Le Ténor, d'Henri Fescourt : Strombolini
  - Le Mariage de Ketty, de Léonce Perret
  - La Rançon du bonheur, de Léone Perret
- 1913 :
  - Les Yeux ouverts, de Louis Feuillade : Mastino
  - La momie, de Louis Feuillade : Monsieur Filoche
  - Les Millions de la bonne, de Louis Feuillade : Monsieur Chaloupié
  - Bout de Zan et le Chemineau, de Louis Feuillade : le père de Bout de Zan
  - Bout de Zan et le chien policier, de Louis Feuillade : le père de Bout de Zan
  - La Première idylle de Bout de Zan, de Louis Feuillade : le père de Bout de Zan
  - L'Angoisse, de Louis Feuillade : M. d'Ambricourt
  - Le Browning, de Louis Feuillade : le voisin
  - Bébé en vacances / Bébé s'en va, de Louis Feuillade : le père de Bébé
  - Le Guet-apens, de Louis Feuillade : le banquier Ratzaw
  - Le Revenant, de Louis Feuillade : Monsieur Renaud
  - Le Secret du forçat, de Louis Feuillade : le juge
  - La Vengeance du sergent de ville, de Louis Feuillade
  - Erreur tragique, de Louis Feuillade
  - Les Pâques rouges, de Louis Feuillade
  - Le Bon Propriétaire, de Louis Feuillade
  - Les Braves gens, de Louis Feuillade : Monsieur Servières
  - La Rencontre, de Louis Feuillade
  - L'Homme qui vola, de Maurice Mariaud : Paul Loisel
- 1914 :
  - La Fille du caissier, de René Le Somptier
  - Les Masques, de René Le Somptier
  - L'Illustre Mâchefer, de Louis Feuillade : l'adjoint au maire
  - Mort au champ d'honneur, de Louis Feuillade : le père
  - La Rencontre, de Louis Feuillade
  - Les Pâques rouges, de Louis Feuillade
  - Le Rachat du passé, de Léonce Perret : le comte de Rochegrune / Lorenzo Corcini
  - Le Roman d'un mousse / La Tourmente, de Léonce Perret : le juge d'instruction
- 1915 :
  - Les Poilus de la revanche, de Léonce Perret
  - L'Heure du rêve, de Léonce Perret
  - Le Héros de l'Yser, de Léonce Perret : Monsieur Larcher
  - L'Énigme de la Riviera, de Léonce Perret : Georges
  - Aimer, pleurer, mourir, de Léonce Perret : le père de Militza
  - L'Angélus de la victoire, de Léonce Perret : Roger de Rambrun
  - Les Armes de la femme, de Léonce Perret
  - L'Autre devoir, de Léonce Perret
  - Les Bobines d'or, de Léonce Perret
  - Françaises, veillez !, de Léonce Perret : l'espion
  - France et Angleterre for ever, de Léonce Perret : Monsieur Givray
  - Leur Kultur ! ou Française !, de Léonce Perret
  - Tante Lolotte, de Léonce Perret
  - L'Angoisse au foyer, de Louis Feuillade
- 1916 :
  - La Fiancée du diable, de Léonce Perret : Maître Cotentin[5]
  - Marraines de France, de Léonce Perret
  - Le Roi de la montagne, de Léonce Perret
  - Les Deux Mille Blondes du Père Dubreuil, de Léonce Perret : le père Gaspard
  - L'X noir, de Léonce Perret
  - Les Poilus de la revanche, de Léonce Perret
  - Printemps du cœur, de Léonce Perret : Monsieur Courtin
  - Debout les morts !, de Léonce Perret, André Heuzé et Henri Pouctal
  - L'Angoisse au foyer, de Louis Feuillade
- 1917 :
  - L'Esclave de Phidias, de Louis Feuillade et Léonce Perret

## Distinctions
- Officier d'Académie (arrêté du Ministre de l'Instruction publique et des Beaux-Arts du 3 janvier 1904)[6]